# NGC 7040
NGC 7040 је спирална галаксија у сазвежђу Ждребе која се налази на NGC листи објеката дубоког неба.
Деклинација објекта је + 8° 51' 54" а ректасцензија 21h 13m 16,5s. Привидна величина (магнитуда) објекта NGC 7040 износи 14,0 а фотографска магнитуда 14,9. NGC 7040 је још познат и под ознакама UGC 11701, MCG 1-54-4, CGCG 401-8, IRAS 21108+0839, PGC 66366.